# Reykjavík
Reykjavík (dawny polski egzonim: Rejkiawik) – stolica oraz największe miasto Islandii, położone w jej południowo-zachodniej części nad Zatoką Faxa, najbardziej wysunięta na północ stolica świata. Na północ od Reykjavíku w odległości 10 km góruje masyw Esja.
Ludność islandzkiej stolicy wynosi 131,1 tys. mieszkańców (2020). Miasto wchodzi w skład gminy Reykjavíkurborg, która oprócz stolicy obejmuje jej okolice oraz tereny położone po drugiej stronie zatoki Kollafjörður. Całą gminę zamieszkuje 126,0 tys. osób (2018). Zespół miejski Wielkiego Reykjavíku (Stór-Reykjavík), obejmujący stolicę i sąsiednie miasta skupia 217,7 tys. (2018), a cały region stołeczny Höfuðborgarsvæðið 222,5 tys. (2018), czyli około 2/3 ludności kraju.

## Klimat
30 lipca 2008 roku został pobity rekord ciepła dla tego miasta – obecnie wynosi +26,2 °C. Najniższa zanotowana temperatura wynosi –24,5 °C (21 stycznia 1918). Od 30 stycznia 1971 temperatura nigdy nie spadła poniżej –20 °C.
Klimat subarktyczny (Dfc), zgodnie z klasyfikacją Wladimira Köppena, ale pod wpływem ciepłego oceanicznego Prądu Północnoatlantyckiego.
| Miesiąc | Sty  | Lut  | Mar  | Kwi  | Maj  | Cze  | Lip  | Sie  | Wrz  | Paź  | Lis  | Gru  | Roczna |
| --- | ---- | ---- | ---- | ---- | ---- | ---- | ---- | ---- | ---- | ---- | ---- | ---- | ------ |
| Średnie temperatury w dzień [°C]                                                                                   | 3,8  | 3,8  | 4,8  | 7,3  | 10,2 | 13,5 | 15,2 | 14,7 | 11,8 | 8,0  | 5,3  | 4,2  | 8,6    |
| Średnie dobowe temperatury [°C]                                                                                    | 0,9  | 0,7  | 1,7  | 3,9  | 6,8  | 10,2 | 12,0 | 11,5 | 8,9  | 5,0  | 2,4  | 1,1  | 5,5    |
| Średnie temperatury w nocy [°C]                                                                                    | -1,9 | -2,4 | -1,4 | 0,5  | 3,3  | 7,1  | 9,0  | 8,4  | 5,9  | 2,1  | -0,6 | -1,7 | 2,4    |
| Opady [mm] | 75,6 | 71,8 | 81,8 | 58,3 | 43,8 | 50,0 | 51,8 | 61,8 | 66,5 | 85,6 | 72,5 | 78,7 | 798    |
| Średnia liczba dni z opadami                                                                                       | 13,3 | 12,5 | 14,4 | 12,2 | 9,8  | 10,7 | 10,0 | 11,7 | 12,4 | 14,5 | 12,5 | 13,9 | 148    |
| Średnie usłonecznienie [h]                                                                                         | 20   | 60   | 109  | 164  | 201  | 174  | 168  | 155  | 120  | 93   | 41   | 22   | 1326   |
| Źródło: climatebase.ru (temperatury, od 2000 roku), WMO (opady, liczba dni z opadami dla wartości 1 mm, 1961-1990) |      |      |      |      |      |      |      |      |      |      |      |      |        |

## Historia
| 1786 | 167     |
| 1801 | 600     |
| 1860 | 1450    |
| 1901 | 6321    |
| 1910 | 11 449  |
| 1920 | 17 450  |
| 1930 | 28 052  |
| 1940 | 38 308  |
| 1950 | 55 980  |
| 1960 | 72 407  |
| 1970 | 81 693  |
| 1980 | 83 766  |
| 1985 | 89 868  |
| 1990 | 97 569  |
| 1995 | 104 258 |
| 2000 | 110 852 |
| 2005 | 114 800 |
| 2007 | 117 721 |
| 2010 | 118 326 |
| 2012 | 119 475 |
| 2018 | 124 847 |

W miejscu dzisiejszej stolicy Islandii powstała najstarsza, założona z myślą o stałym osadnictwie, osada na wyspie. Założył ją w 874 roku norweski wiking Ingólfur Arnarson. Nazwał to miejsce Reykjavík, co po islandzku znaczy „dymiąca zatoka”, od znajdujących się tu gorących źródeł i gejzerów. Osada rozwijała się później dzięki założonemu w pobliżu w 1226 roku klasztorowi augustiańskiemu. W połowie XVIII wieku lokalny przedsiębiorca próbował rozwinąć drobny handel i przemysł, by przełamać duński monopol handlowy.
18 sierpnia 1786, liczącej 167 mieszkańców osadzie przyznano prawa miejskie. Wkrótce miasto zostało siedzibą protestanckiego biskupa Islandii, a także islandzkiego parlamentu Althing. Od tej pory Reykjavík ciągle rozwija swój potencjał ludnościowy – w XX wieku zwiększył liczbę mieszkańców blisko 10-krotnie. W 1911 założono tu pierwszy w Islandii uniwersytet Háskóli Íslands (Uniwersytet Islandzki).
W 2000 r. Reykjavík był jednym z dziewięciu Europejskich Miast Kultury.

## Zabytki i atrakcje turystyczne
Śródmieście usytuowane jest w północnej części miasta, jego punktem charakterystycznym jest jezioro Tjörnin, nad którym wybudowano postmodernistyczny ratusz w Reykjavíku. Neoklasyczny budynek siedziby parlamentu Islandii, nazywany z islandzkiego Alþingishúsið, oddano do użytku w 1881, sąsiaduje on z luterańską katedrą Dómkirkjan wzniesioną w mieście w XVIII wieku. Najstarszy zachowany dom w Reykjavíku pochodzący z 1762, stoi przy ulicy Aðalstræti 10.
Nad miastem góruje charakterystyczna bryła kościoła Hallgrímskirkja (drugi w kraju najwyższy budynek), na którego wieży znajduje się punkt widokowy. W 1929 ukończono budowę katolickiej katedry Chrystusa Króla, według projektu Guðjóna Samúelssona. W dzielnicy Laugardalur w 1961 założono ogród botaniczny Grasagarður Reykjavíkur, prezentujący około 5 tysięcy gatunków roślin.
Na położonej na północ od miasta wyspie Viðey, wchodzącej w skład gminy stołecznej, znajdują się dwa historyczne budynki z XVIII wieku – rezydencja Viðeyjarstofa i kościół Viðeyjarkirkja.

### Muzea
- Narodowe Muzeum Islandii (isl. Þjóðminjasafn Íslands) otwarte w 1863, muzeum prezentuje m.in. w formie multimedialnej dzieje Islandii, od czasów przybycia pierwszych ludzi na wyspę po współczesność[9][4].
- Narodowa Galeria Islandii, gromadząca zbiory sztuki islandzkiej z XIX i XX wieku, wśród wystawianych prac są dzieła islandzkiego malarza Asgrimura Jónssona, a także m.in. Pablo Picassa oraz Edwarda Muncha[4].
- Þjóðmenningarhúsið (Dom Kultury) z wystawą dziedzictwa narodowego Islandii, prezentowany jest m.in. zbiór sag i opowieści z XIV wieku, średniowieczne manuskrypty, a także szereg staroislandzkich rękopisów[4].
- Muzeum Morskie, otwarte w 2005 z wystawą m.in. modeli trawlerów i statków[4].

## Podział administracyjny

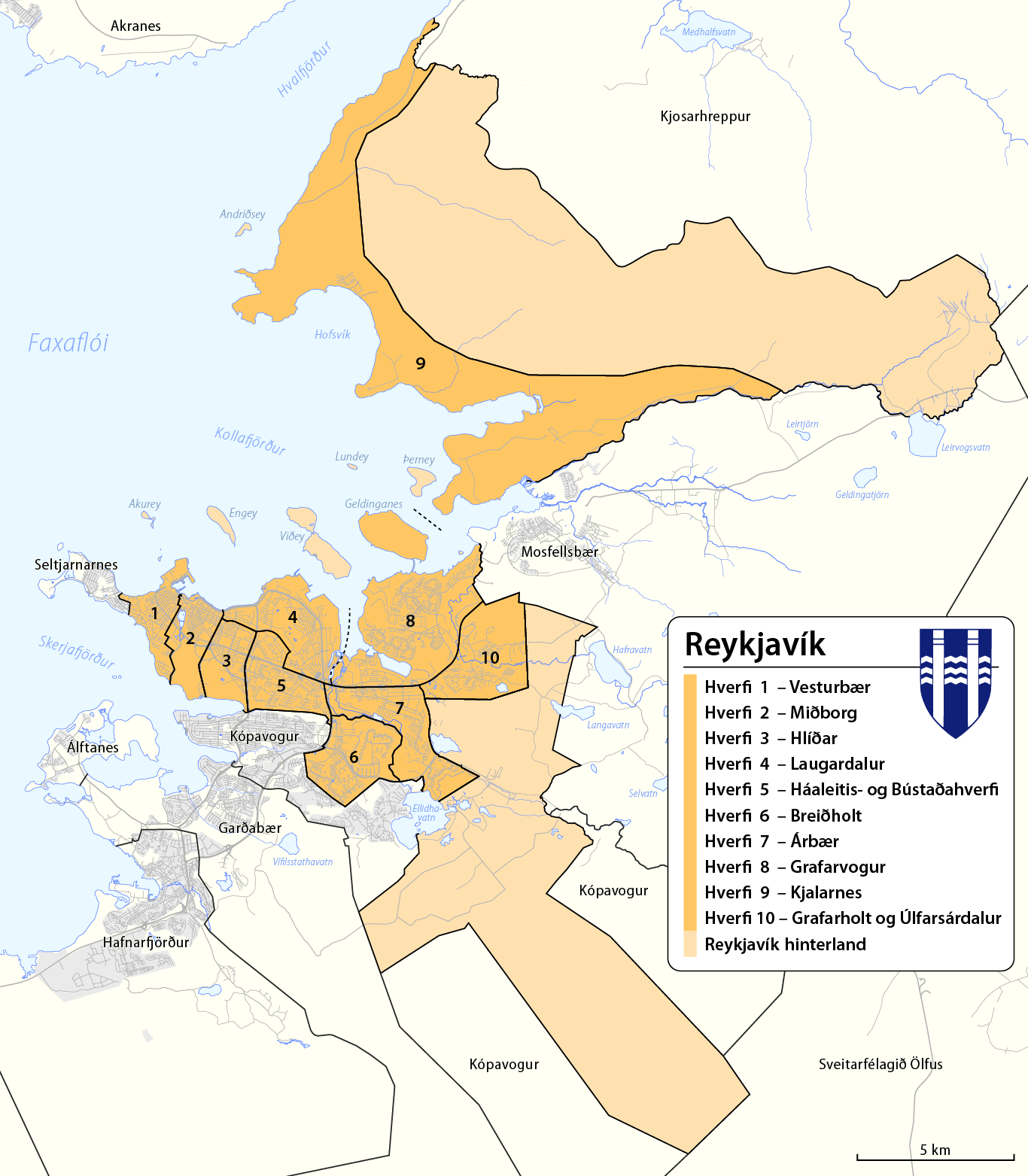
Podział administracyjny miasta

Reykjavík podzielony jest na 10 dzielnic:
- Vesturbær
- Miðborg (Śródmieście, Centrum)
- Hlíðar
- Laugardalur
- Háaleiti og Bústaðir
- Breiðholt
- Árbær
- Grafarvogur
- Kjalarnes
- Grafarholt og Úlfarsárdalur

## Gospodarka
W mieście rozwinął się przemysł spożywczy, stoczniowy, chemiczny, włókienniczy oraz skórzany.

## Transport

### Transport drogowy
- Reykjavík – Borgarnes

- Reykjavík – Garðabær

- Reykjavík – Keflavík (międzynarodowy port lotniczy)

- Reykjavík (droga na terenie miasta)

- Reykjavík – Kópavogur

## Burmistrzowie Reykjavíku
- Heiða Björg Hilmisdóttir (od 21 lutego 2025)
- Einar Þorsteinsson (16 stycznia 2024 - 21 lutego 2025)
- Dagur B. Eggertsson (16 czerwca 2014 - 16 stycznia 2024)
- Jón Gnarr (15 czerwca 2010 – 16 czerwca 2014)
- Hanna Birna Kristjánsdóttir (21 sierpnia 2008 – 15 czerwca 2010)
- Ólafur F. Magnússon (24 stycznia 2008 – 21 sierpnia 2008)
- Dagur B. Eggertsson (2007 – 2008)
- Vilhjálmur Þ. Vilhjálmsson (2006 – 2007)
- Steinunn Valdís Óskarsdóttir (2004 – 2006)
- Þórólfur Árnason (2003 – 2004)
- Ingibjörg Sólrún Gísladóttir (1994 – 2003)
- Árni Sigfússon (1994 – 1994)
- Markús Örn Antonsson (1991 – 1994)
- Davíð Oddsson (1982 – 1991)
- Egill Skúli Ingibergsson (1978 – 1982)
- Birgir Ísleifur Gunnarsson (1972 – 1978)
- Geir Hallgrímsson (1960 – 1972)
- Auður Auðuns i Geir Hallgrímsson (1959 – 1960)
- Gunnar Thoroddsen (1947 – 1960)
- Bjarni Benediktsson (1940 – 1947)
- Pétur Halldórsson (1935 – 1940)
- Jón Þorláksson (1932 – 1935)
- Knud Zimsem (1914 – 1932)
- Páll Einarsson (1908 – 1914)

## Sport
Miasto gościło uczestników finału C2 pucharu Europy w lekkoatletyce 1985, zawodów grupy A II ligi tych rozgrywek w 2004 oraz III ligi drużynowych mistrzostw Europy w lekkoatletyce w 2011. Corocznie w mieście od 1964 odbywa się szachowy turniej Reykjavík Open, a od 1984 bieg maratoński.
W Reykjavíku działa 10 klubów piłkarskich:
- Africa Reykjavík
- Fjölnir
- Fram
- Fylkir
- IR Reykjavík
- Reykjavíkur
- Leiknir Reykjavík
- Valur Reykjavík
- Víkingur Reykjavík
- Þrottur Reykjavík

## Galeria

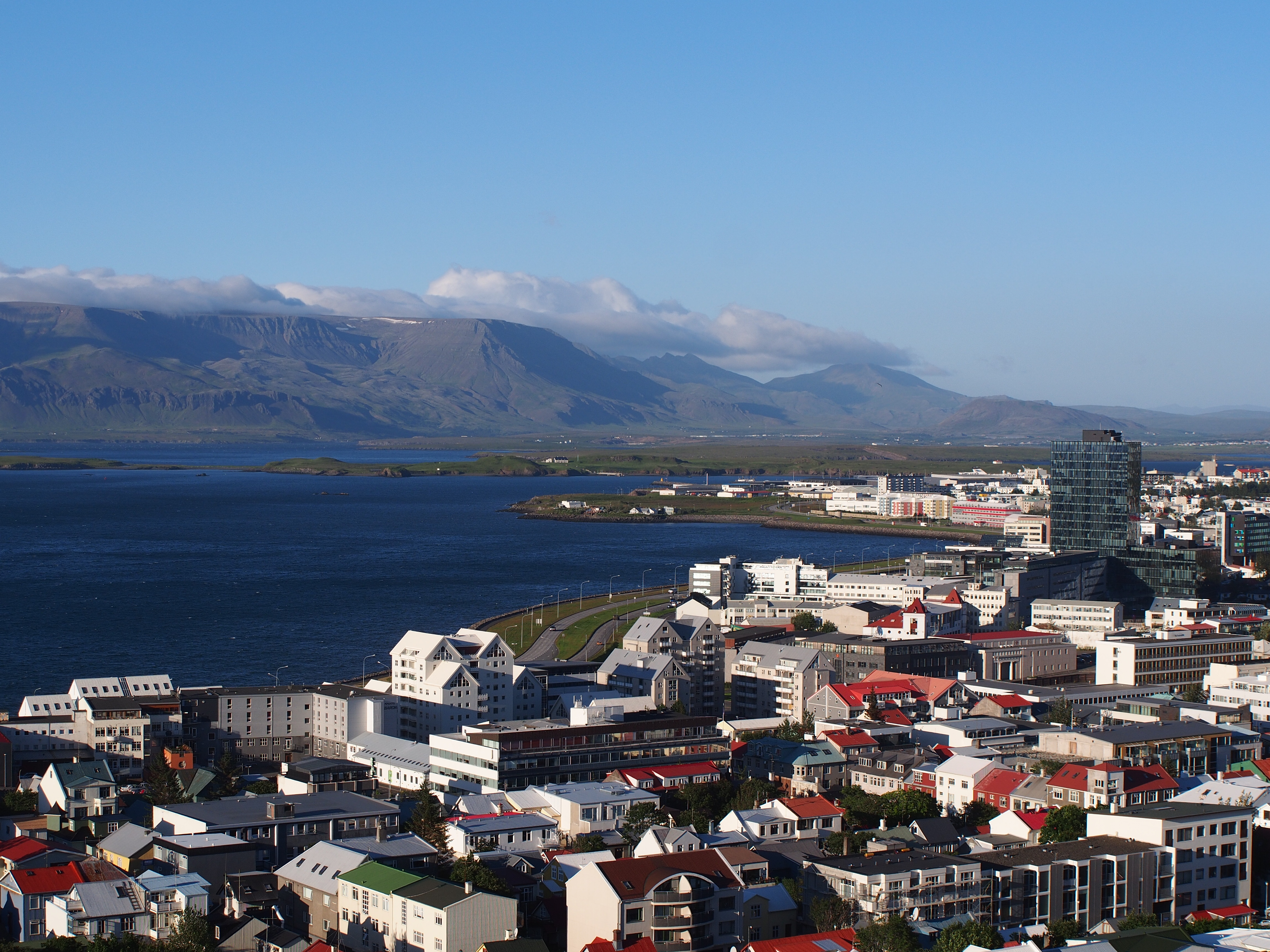
Fragment panoramy miasta
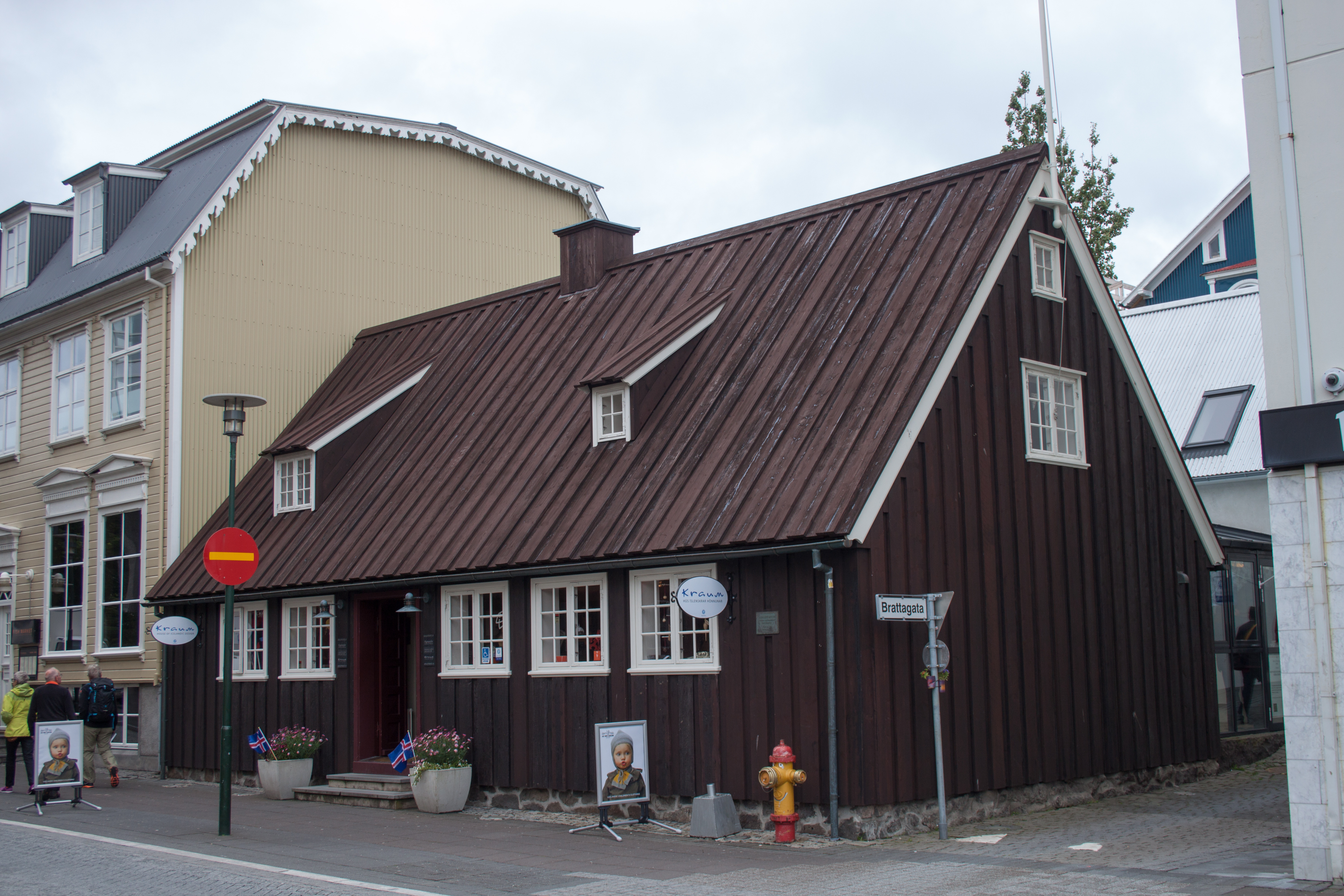
Najstarszy zachowany dom w Reykjavíku, pochodzący z 1762
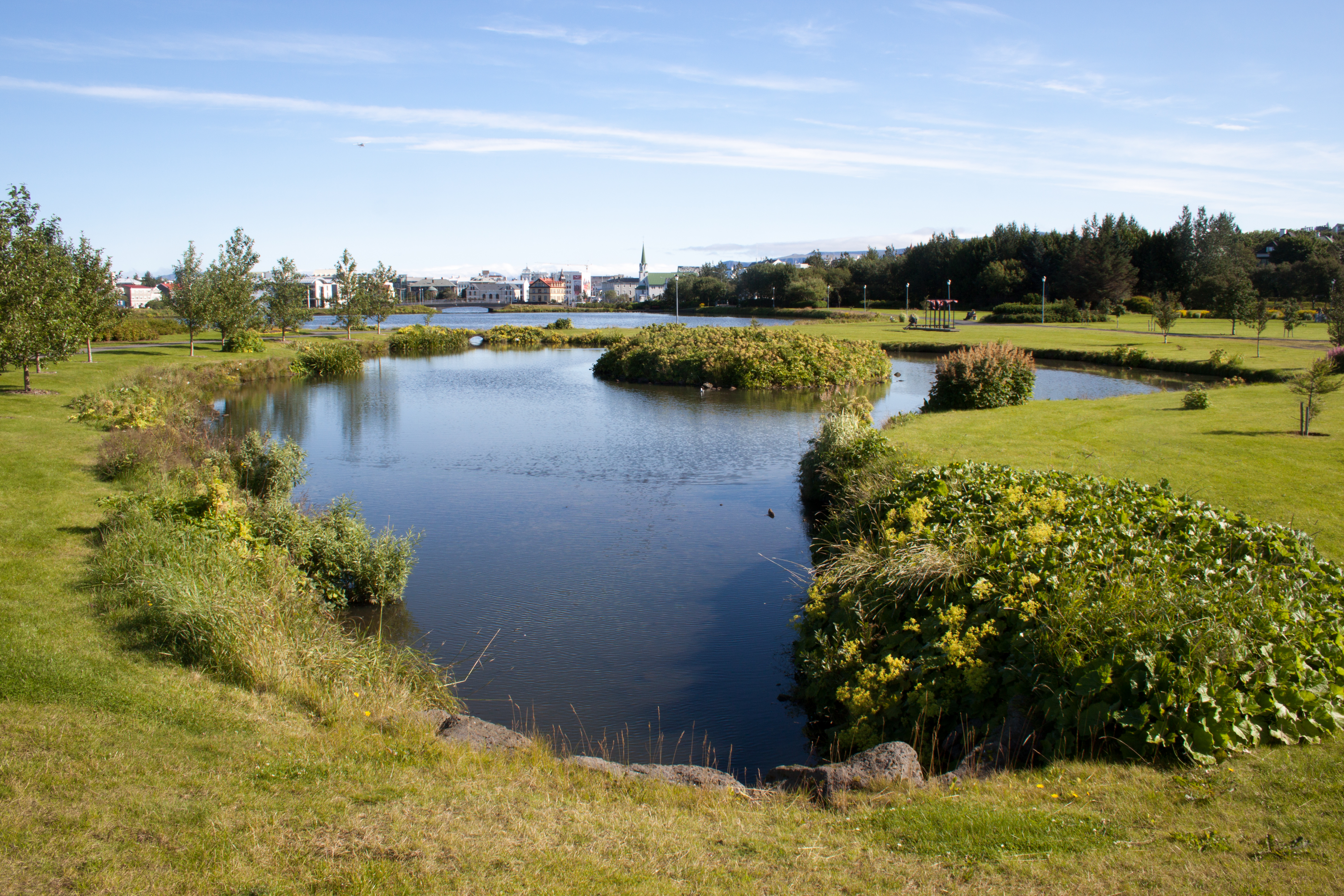
Park miejski przy jeziorze Tjörnin
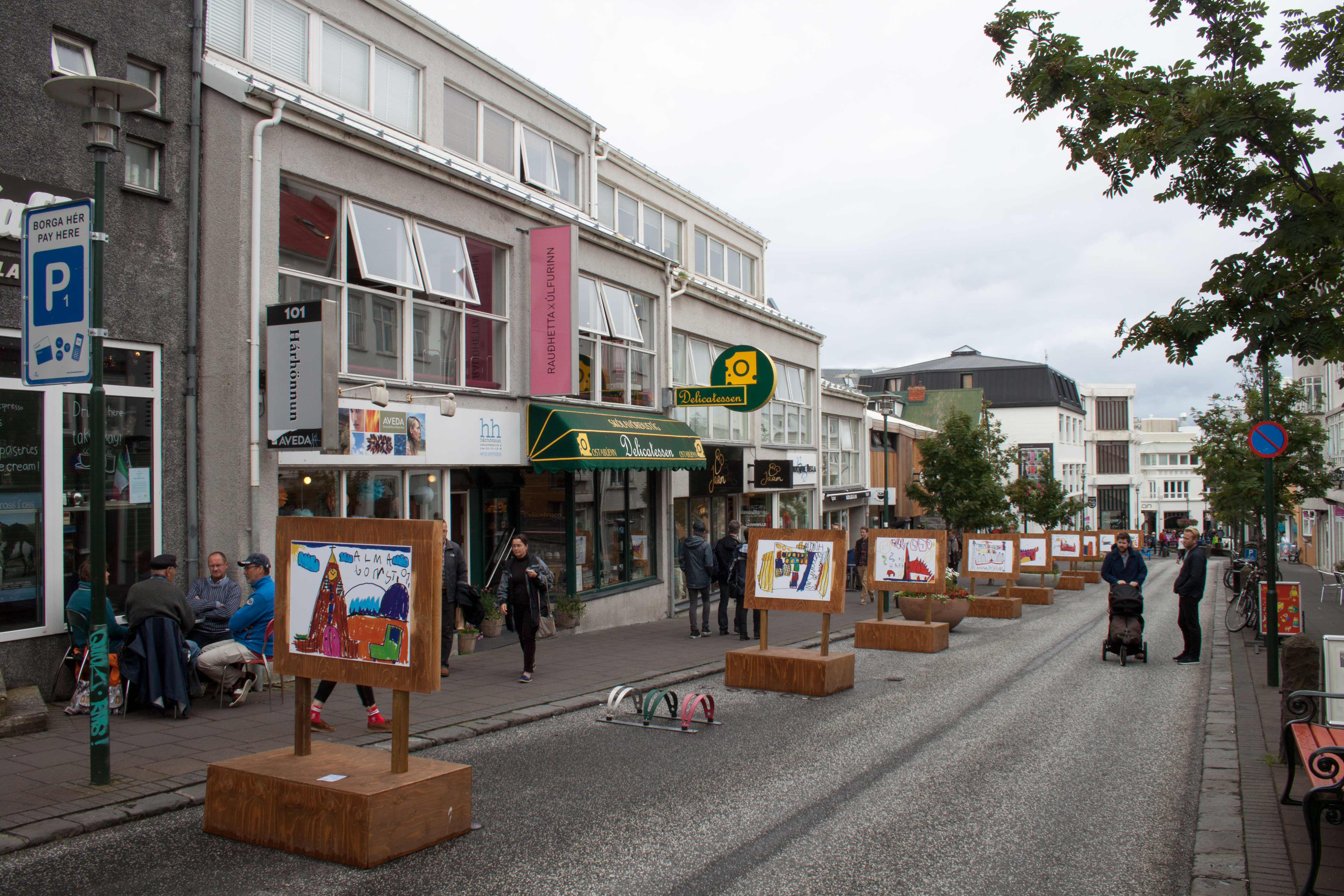
Ulica Skólavörðustígur (2014)
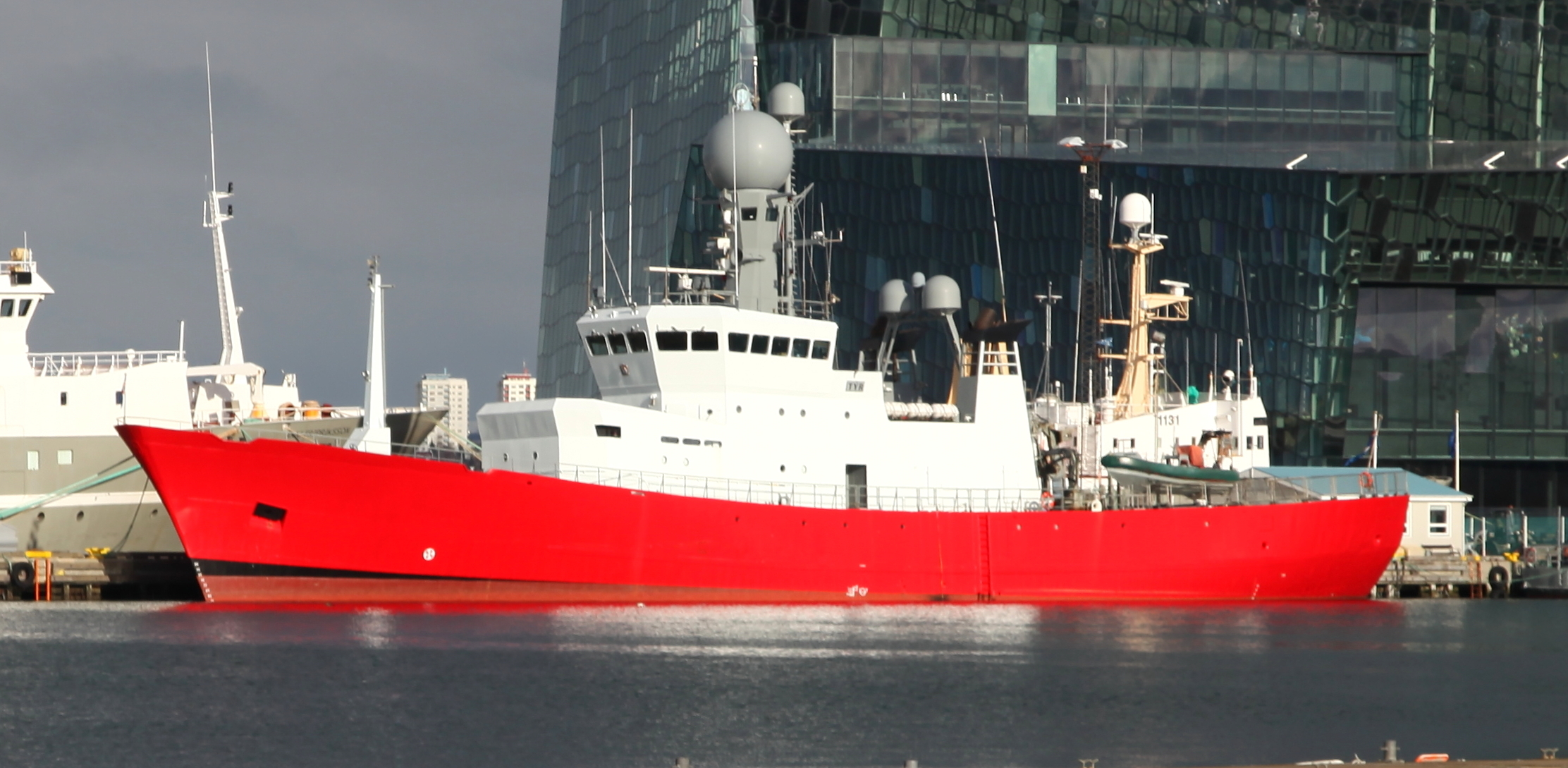
Reykjavík, port
Harpa – hala koncertowa i centrum konferencyjne

## Polonica
- W 1942 roku na cmentarzu Fossvogur w Reykjaviku pochowano 12 polskich marynarzy, którzy utonęli po katastrofie w zatoce Faxa statku SS Wigry – polskiego frachtowca Bałtyckiej Spółki Okrętowej. W pogrzebie uczestniczyli marynarze z polskich statków „Hel” i „Batory”. Grób załogi „Wigier”, odnowiony został przez polskich marynarzy na początku lat 60.
- W mieście ma siedzibę Towarzystwo Przyjaźni Islandzko-Polskiej.
- W 2014 Polacy stanowili najliczniejszą grupę imigrantów w Reykjavíku, głównym kierunkiem zatrudnienia jest przemysł rybny[13].
- 7 kwietnia 2017 roku miastem partnerskim Reykjavíku został Wrocław.

## Miasta partnerskie
- Baku (Azerbejdżan)
- Caracas (Wenezuela)
- Helsinki (Finlandia)
- Kingston upon Hull (Wielka Brytania)
- Kopenhaga (Dania)
- Nuuk (Grenlandia)
- Oslo (Norwegia)
- Seattle (Stany Zjednoczone)
- Strumica (Macedonia Północna)
- Sztokholm (Szwecja)
- Thorshavn (Wyspy Owcze)
- Wilno (Litwa)
- Winnipeg (Kanada)
- Zevenaar (Holandia)
- Wrocław (Polska)